# Musée des cultures fondatrices
Le Musée des cultures fondatrices, anciennement le Musée des papes, est situé à Grande-Anse, au Nouveau-Brunswick.

## Historique

### Le Musée des Papes (1985 à 2015)
Le Musée des Papes a été fondé par Edmond Landry en 1985. Il était le seul musée en Amérique du Nord qui était dédié aux Papes. 
Le musée compte principalement une collection de costume des communautés religieuses ayant œuvré en Acadie et une salle des trésor, comptant des œuvres d'art religieux et des pièces orfèvrerie. Parmi les nombreux objets exposés figurent une reproduction de la Crucifix de Saint-Damien par Edna Hébert, une maquette à l'échelle de la basilique Saint-Pierre de Rome construite en Europe, un chemin de croix sauvé des flammes de l'église de Tracadie, des vases, une collection iconographique papale provenant de la basilique de Superga à Turin. 

### Le Musée des cultures fondatrices (à compter de 2015)
Sous la direction de la directrice générale Josée Landry et du président Gaston Hachey, le Musée des papes entrepris à l'automne 2015 le changement de vocation en réponse à la baisse du nombre de visiteurs (30 000 en 1985, moins de 500 en 2015).
Le musée a mis de côté l'histoire de la religion pour se concentrer sur l'histoire des peuples fondateurs, soit les peuples acadiens, irlandais, écossais, autochtones et britanniques. En date de 2016, il y avait 3 expositions.
À l’époque de la colonisation du Nouveau Monde, les peuples européens furent nombreux à vouloir y venir pour vivre, espèrent-ils, une meilleure vie. Des premiers peuples autochtones à habiter ces terres, en passant par la venue des Français, Britanniques, Irlandais et Écossais, découvrez comment l’Acadie d’aujourd’hui rayonne dans ses charmants petits villages côtiers comme Grande-Anse. 

## Description
Il y a des salles pouvant abriter des expositions itinérantes et une boutique souvenir. Sur le terrain du musée se trouve une réplique de la flèche originale de l'église de Grande-Anse ainsi qu'un aire de pique-nique. 